# Genadio I
Genadio I de Constantinopla fue Patriarca de Constantinopla del 458 al 471. Celebró un concilio contra la simonía.
Fue coetáneo de Daniel el Estilita, con quien polemizó, pero a quien ordenó sacerdote por orden del emperador. Escribió algunos comentarios a la Biblia, en especial los textos de san Pablo.
Durante el siglo V Genadio I transfirió las reliquias de Santa Anastasia de Sirmio desde Iliria, donde hasta entonces había sido un culto local, a Constantinopla donde es venerada en la iglesia de la Anastasis (de la resurrección de Cristo).
| Predecesor: Anatolio | Patriarca de Constantinopla 458 - 471 | Sucesor: Acacio |